# Messerschmitt Me P.1108
De Messerschmitt Me P.1108 is een bommenwerper ontworpen door de Duitse vliegtuigontwerper Messerschmitt. Dit project werd opgestart voor de ontwikkeling van een lange afstand bommenwerper.

## Uitvoeringen

### Messerschmitt Me P.1108/I
Bij deze uitvoering waren de vleugels laag tegen de romp aangebracht. Ze waren voorzien van een pijlstand. De vier Heinkel-Hirth He S 011 straalmotoren waren in paren in de vleugels ondergebracht. In de onderkant van de vleugels waren grote luchtinlaten aangebracht. De twee bemanningsleden zaten achter elkaar in de cockpit. Deze bevond zich in de romp. Er was een neuswiel landingsgestel ontworpen waarvan de hoofdwielen in de romp werden opgetrokken. Er kon 1.000 kg aan bommen worden vervoerd over een actieradius van 2.000 km.
De spanwijdte bedroeg 20,12 m, de lengte 18,20 m en de maximumsnelheid 850 km/uur.

### Messerschmitt Me P.1108/II
Dit ontwerp was ontwikkeld door het Lippisch ontwerpteam. Er zijn niet veel gegevens over deze uitvoering bewaard gebleven. Het was voorzien van een deltavleugel waarin de vier Heinkel-Hirth He S 011 straalmotoren in de achterkant waren aangebracht. Elk motor had zijn eigen luchtinlaat. De bemanning bestond uit twee man. Er kon een bommenlading van 2.500 kg worden vervoerd.
De spanwijdte bedroeg 21,70 m en de lengte 12,50 m.
Vooroorlogse ontwerpen:
S 7 ·
S 8 ·
S 9 ·
S 10 ·
S 13 ·
S 14 ·
S 15 ·
S 16 ·
M 17 ·
M 18 ·
M 19 ·
M 20 ·
M 21 ·
M 22 ·
M 23 ·
M 24 ·
M 25 ·
M 26 ·
M 27 ·
M 28 ·
M 29 ·
M 30 ·
M 31 ·
M 33 ·
M 35 ·
M 36 · 
M 37
Ontwerpen 1933-1945:
Bf 108 · 
Bf 109 ·
Bf 109TL ·
Bf 109Z ·
Bf 110 ·
Bf 161 ·
Bf 162 ·
Me 163 · 
Me 209 ·
Me 210 ·
Me 261 ·
Me 262 · 
Me 263 ·
Me 264 · 
Me 265 · 
Me 290 · 
Me 309 ·
Me 309Z ·
Me 321 · 
Me 323 · 
Me 328 · 
Me 334 ·
Me 410 · 
Me 509 · 
Projecten tot 1945:
P.1051 ·
P.1062 ·
P.1065 ·
P.1070 ·
P.1073 ·
P.1092 ·
P.1095 ·
P.1099 ·
P.1100 ·
P.1101 ·
P.1102 ·
P.1103 ·
P.1104 ·
P.1106 ·
P.1107 ·
P.1108 ·
P.1109 ·
P.1110 ·
P.1111 ·
P.1112
Libelle ·
Schwalbe ·
Wespe ·
P.08.01 ·
Zerstörer Project II
Overig:
C-44